# なつかし 楽し 歌謡アワー
『なつかし 楽し 歌謡アワー』（なつかし たのし かようアワー）は、2007年4月2日から2009年3月30日まで山形放送（YBCラジオ）で放送されていた歌謡番組。通称「なつアワ」。

## 概要
『なつメロリクエスト・電話でこんばんは!』に替わってスタートした月曜夜のワイド番組で、パーソナリティは引き続き荒井幸博が務めていた。番組テーマ曲は「若いってすばらしい」のインストゥルメンタル。
引き続き懐メロ専門のリクエスト番組として放送された一方で、『なつメロリクエスト』とは異なる点もいくつか見られた。前番組が電話で受け付けていたリスナーからのリクエストは本番組では廃止され、はがき・FAX・メールによるリクエストに切り替えられた。ただし、荒井とリスナーによる電話トークは本番組でも行われており、希望者はリクエストはがきなどにその旨と自宅の電話番号を明記すればトークに参加できた。また本番組では、ラジオネームを使ってのリクエストも可能になった。
前番組からの引き継ぎイベントとして、番組の公開録音イベントが東村山郡中山町にある「ひまわり温泉 ゆ・ら・ら」で不定期に行われていた。このイベントには荒井のほか、前番組での共演者である夢あられも参加していた。番組が『月曜音楽館』にリニューアルしてからも、同イベントは「復活 なつかし楽し歌謡アワー・ファンの集い」と題して行われていた。

## 放送時間
いずれも日本標準時。
- 月曜 19:30 - 21:30[8]（2007年度ナイターシーズン）
- 月曜 20:10 - 21:45[9]（2007年度ナイターオフ）
- 月曜 19:30 - 21:30[10]（2008年度ナイターシーズン）
- 月曜 20:00 - 20:50[11]（2008年度ナイターオフ）